# Bat Galim

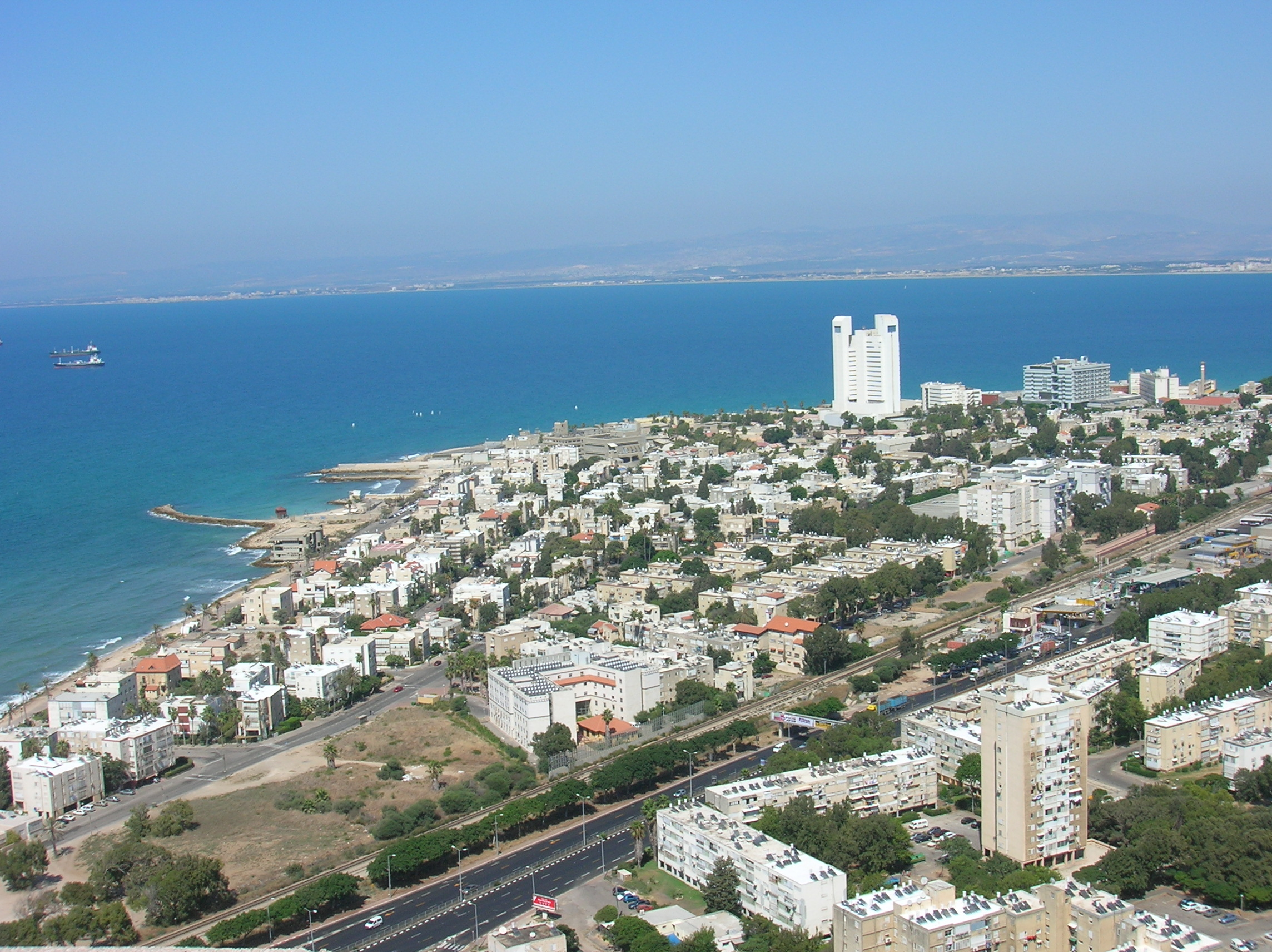
Vista de Bat Galim

Bat Galim (en hebreu: בת גלים) és un barri de Haifa, Israel, localitzat als peus del Mont Carmel a les costes de la mar Mediterrània. Bat Galim és conegut pels seus passejos marítims i les seves platges de sorra. El Centre Mèdic Rambam, La Facultat de Medicina Rappaport del Technion, i l'Institut de la família Rappaport de recerca de les ciències mèdiques es troben en el nord de Bat Galim, prop de la costa. L'estació de ferrocarril de Haifa-Bat Galim dona servei a Bat Galim i als barris propers. Bat Galim és una estació del telefèric de Haifa.

## Història
Bat Galim va ser el primer punt d'assentament jueu en la moderna Haifa. El barri va ser establert en la dècada de 1920 com un jardí suburbà per a habitatges particulars dissenyats per l'arquitecte Bauhaus, Richard Kaufmann. Durant el Mandat Britànic, Bat Galim va ser el centre d'entreteniments de Haifa. El Casino, un edifici de referència en el passeig marítim Bat Galim, que allotjava un cafè freqüentat per oficials britànics, encara que mai va ser utilitzat per al joc. També va ser un centre d'esports aquàtics i una piscina de natació.